# Grippe russe de 1977
Ne doit pas être confondu avec Grippe russe de 1889-1890.
La grippe russe de 1977 était une pandémie de grippe qui a été signalée pour la première fois par l'Union soviétique en 1977 et qui a duré jusqu'en 1979,. Dans le nord de la Chine, l'épidémie a commencé en mai 1977, un peu plus tôt que celle de l'Union soviétique,. La pandémie a surtout touché la population de moins de 25 ou 26 ans,,. Environ 700 000 personnes sont mortes dans le monde,,. Elle a été provoquée par une souche de virus de la grippe A (H1N1) ressemblant fortement à une souche de virus circulant dans le monde de 1946 à 1957,,,. L'analyse génétique, ainsi que plusieurs caractéristiques inhabituelles de la grippe russe de 1977, ont donné à penser à de nombreux chercheurs que le virus avait été disséminé depuis un laboratoire dans la population lors d'un accident,,,,,.

## Histoire de la pandémie
En mai 1977, une épidémie de grippe a eu lieu dans le nord de la Chine, notamment au Liaoning, au Jilin et à Tianjin,,,. La souche du virus a été isolée et déterminée par des chercheurs chinois comme étant H1N1, qui affectait principalement les élèves des écoles intermédiaires et primaires qui manquaient d'immunité contre le virus de la grippe A (H1N1). Les symptômes cliniques étaient relativement légers. D'autres régions de la Chine continentale et de la colonie britannique de Hong Kong ont également été touchées dans les mois suivants,.
La même année, la souche H1N1 a été détectée en Sibérie peu de temps après l'épidémie en Chine, puis s'est propagée rapidement à travers l'Union soviétique, qui a été le premier pays à signaler l'épidémie à l'Organisation mondiale de la santé (la Chine n'est devenue membre de l'OMS qu'en 1981),,,. Par conséquent, la pandémie a été nommée «grippe russe».
En 1977, la grippe russe a frappé le Royaume-Uni. Le virus a atteint les États-Unis en janvier 1978,. Même si des infections ont été observées dans des écoles et des bases militaires à travers les États-Unis, peu de cas d'infection ont été signalés chez des personnes âgées de plus de 26 ans et le taux de mortalité des personnes touchées était faible,.
Depuis la fin de 1977, la souche H1N1 a commencé à co-circuler avec la souche H3N2 chez l'homme, sous forme de grippe saisonnière,,,.

## Virologie
Après 1957, la souche H1N1 ne circulait pas dans le monde avant sa réapparition en 1977,,,. La souche de 1977 était presque identique (mais pas la même que) la souche des années 1950,,,,. De ce fait, ainsi que d'autres caractéristiques inhabituelles, il est largement admis que le virus a été divulgué d'un laboratoire lors d'un accident (le virus peut avoir été conservé congelé dans un laboratoire au préalable),,,,,,,. Cependant, l'Organisation mondiale de la santé ainsi que des scientifiques en Chine et en Union soviétique ont nié la théorie de la fuite en laboratoire,,,.
D'autres théories d'origine du virus existent également, notamment la libération délibérée du virus comme arme biologique par des scientifiques soviétiques ou un essai de vaccin raté,,,,. D'autre part, certaines recherches suggèrent que la souche réémergente de 1977 circulait depuis environ un an avant sa détection.

## Mortalité
La grippe russe avait une mortalité relativement faible, avec environ 5 décès pour 100 000 habitants, soit moins que celle de la grippe saisonnière typique (6 décès sur 100 000 habitants). La plupart des personnes infectées avaient moins de 26 ou 25 ans,,. Environ 700 000 personnes sont mortes des suites de la pandémie de grippe russe dans le monde,,. Mais certains estiment que le nombre de morts est aussi bas que 10 000.